# Acrochordonichthys falcifer
Acrochordonichthys falcifer är en fiskart som beskrevs av Ng 2001. Acrochordonichthys falcifer ingår i släktet Acrochordonichthys och familjen Akysidae. Inga underarter finns listade i Catalogue of Life.